# Platycoryne crocea
Platycoryne crocea är en orkidéart som beskrevs av Robert Allen Rolfe. Platycoryne crocea ingår i släktet Platycoryne och familjen orkidéer. Inga underarter finns listade i Catalogue of Life.